# Osvald Johansen
Osvald Frederik Vilhelm Johansen (28. oktober 1892 i Thisted – ?) var en dansk atlet, løber og assistent. Han løb for Østerbro-klubben Københavns FF og var 1913 med til at sætte dansk rekord i 20 km kolonneløb med holdet; Viggo Pedersen, Lauritz Christiansen, Emanuel Hultmann, Johannes Granholm Christensen tiden var 1:15,01. 